# La Liga 1955–56
Thống kê của La Liga ở mùa giải 1955/56. Giải đấu bao gồm các câu lạc bộ sau:
| - Athletic Bilbao - Atlético Madrid - FC Barcelona - Celta Vigo - Cultural Leonesa - Deportivo Alavés - Deportivo La Coruña - RCD Espanyol |  | - Hércules CF - UD Las Palmas - Real Madrid C.F. - Real Murcia - Real Sociedad - Real Valladolid - Sevilla FC - Valencia CF |

## Bảng xếp hạng
| Vị trí | Câu lạc bộ          | Số trận | T  | H | Th | BT | BB | Điểm | HS  |                                 |
| ------ | ------------------- | ------- | -- | - | -- | -- | -- | ---- | --- | ------------------------------- |
| 1      | Athletic Bilbao     | 30      | 22 | 4 | 4  | 79 | 31 | 48   | 48  | Vô địch La Liga                 |
| 2      | FC Barcelona        | 30      | 22 | 3 | 5  | 67 | 26 | 47   | 41  |                                 |
| 3      | Real Madrid C.F.    | 30      | 18 | 2 | 10 | 81 | 39 | 38   | 42  |                                 |
| 4      | Sevilla FC          | 30      | 17 | 2 | 11 | 75 | 44 | 36   | 29  |                                 |
| 5      | Atlético Madrid     | 30      | 14 | 5 | 11 | 75 | 49 | 33   | 26  |                                 |
| 6      | Valencia CF         | 30      | 13 | 6 | 11 | 58 | 50 | 32   | 8   |                                 |
| 7      | RCD Espanyol        | 30      | 14 | 3 | 13 | 50 | 56 | 31   | -6  |                                 |
| 8      | Real Sociedad       | 30      | 11 | 8 | 11 | 48 | 53 | 30   | -5  |                                 |
| 9      | Real Valladolid     | 30      | 13 | 4 | 13 | 52 | 55 | 30   | -3  |                                 |
| 10     | Celta Vigo          | 30      | 12 | 3 | 15 | 52 | 75 | 27   | -23 |                                 |
| 11     | UD Las Palmas       | 30      | 11 | 4 | 15 | 49 | 60 | 26   | -11 |                                 |
| 12     | Deportivo La Coruña | 30      | 11 | 4 | 15 | 60 | 80 | 26   | -20 |                                 |
| 13     | Real Murcia         | 30      | 10 | 5 | 15 | 46 | 66 | 25   | -20 | Xuống hạng tới Segunda División |
| 14     | Deportivo Alavés    | 30      | 9  | 6 | 15 | 49 | 73 | 24   | -24 | Xuống hạng tới Segunda División |
| 15     | Cultural Leonesa    | 30      | 5  | 4 | 21 | 34 | 65 | 14   | -31 | Xuống hạng tới Segunda División |
| 16     | Hércules CF         | 30      | 5  | 3 | 22 | 33 | 86 | 13   | -53 | Xuống hạng tới Segunda División |